# Христос і грішниця (картина Полєнова)
«Христос і грішниця» («Хто без гріха?») — великоформатна картина російського художника Василя Полєнова (1844—1927), датована 1888 роком. Належить Державному російському музею в Санкт-Петербурзі (інв. Ж-4204). Розмір — 325 × 611 см. Сюжет картини пов'язаний із історією про Христа та грішницю, описаною в Євангелії від Івана.
Картина була задумана художником наприкінці 1860-х років, перші ескізи з'явились на початку 1870-х. До створення остаточної версії полотна минуло близько п'ятнадцяти років. Під час роботи над картиною Полєнов мандрував Близьким Сходом (1881—1882 років) та Італією (1883—1884 років).
Полотно було представлене на 15-й виставці Товариства пересувних художніх виставок («пересувників»), яка відкрилась у Петербурзі 25 лютого 1887 року. На виставці полотно придбав імператор Олександр III. Після цього картина перебувала в Зимовому палаці, а відтак, після сформування Російського музею, 1897 року була передана до його колекції.
З одного боку, картина «Христос і грішниця» розглядається як спроба реалістичного трактування образу Христа та євангельської історії. З іншого боку, мистецтвознавці визнають вплив на неї пізнього академізму, відмічаючи, що серед спроб відродити великоформатний академічний історичний живопис «картина Полєнова є найзначимішою та найсерйознішою».